# Emo Philips
Emo Philips, nato Philip Soltanec (Chicago, 7 febbraio 1956), è un attore e comico statunitense.
È noto soprattutto per le sue interpretazioni di stand-up comedy con largo uso di paraprosdokian derivato da un tono di voce parlato in un errante falsetto e da una dizione confusa e infantile.

## Biografia
Nel 1988, Philips sposò l'attrice comica Judy Tenuta. I due divorziarono nello stesso anno.

## Carriera
Philips registrò tre album comici. Il suo primo album, E = MO², vinse nel 1985 il New Music Award come miglior registrazione comica. Venne poi ristampato insieme al suo Live at the Hasty Pudding Theatre come unico CD. Pubblicò anche l'album Emo nel 2001. Nel 2006 apparve al Newbury Comedy Festival.
Oltre alla carriera di cabarettista e alla carriera nello stand-up comedy, Philips ebbe anche dei ruoli recitativi in serie televisive come Miami Vice e The Weird Al Show. Recentemente è apparso anche in alcune serie televisive britanniche, apparendo come ospite al quiz televisivo 8 Out of 10 Cats. Philips intraprese anche la carriera di doppiatore dando la voce al personaggio di Dooper nella serie animata Slacker Cats.
Philips apparve anche in alcuni film. Famoso è il suo cameo nel film UHF - I vidioti.

## Filmografia

### Attore

#### Cinema
- Journey to the Center of the Earth, regia di Rusty Lemorande e Albert Pyun (1989)
- UHF - I vidioti (The Vidiot from UHF), regia di Jay Levey (1989)
- Meet the Parents, regia di Greg Glienna (1992)
- Desperation Boulevard, regia di Greg Glienna (1998)
- Relative Strangers - Aiuto! sono arrivati i miei (Relative Strangers), regia di Greg Glienna (2006)
- American Dirtbags, regia di Bob Place (2015)
- Weird - La storia di Al Yankovic (Weird: The Al Yankovic Story), regia di Eric Appel (2022)

#### Televisione
- Miami Vice - serie TV, 1 episodio (1985)
- The Weird Al Show - serie TV, 2 episodi (1997)
- Space Ghost Coast to Coast - serie animata, 1 episodio (1998)
- Al TV #8 - film TV (1999)
- Review - serie TV, 1 episodio (2014)
- Vendors - film TV (2018)

#### Cortometraggi
- The Can Man, regia di Greg Glienna (1992)
- Rise of the Kitchen Appliances, regia di Stimson Snead (2014)

### Doppiatore
- Dr. Katz, Professional Therapist - serie animata, 2 episodi (1995-1996)
- Home Movies - serie animata, 3 episodi (1999-2004)
- Slacker Cats - serie animata, 10 episodi (2007-2009)
- Adventure Time - serie animata, 5 episodi (2012-2016)
- TripTank - serie animata (2014)
- Adventure Time: Finn & Jake Investigations - videogioco (2015)
- Benvenuti al Wayne (Welcome to the Wayne) - serie animata 1 episodio (2017)

## Discografia
1985 – E=mo²
1987 – Live at the Hasty Pudding Theatre
2001 – Emo
2003 – E=mo² plus the Entire Live at the Hasty Pudding Theatre